# Rock 'n' Roll Music
Rock 'n' Roll Music è una compilation del gruppo The Beatles pubblicata nel 1976.

## Accoglienza
L'album raggiunge la seconda posizione nella Billboard 200 e in Nuova Zelanda, la sesta in Austria, l'ottava in Norvegia e la decima in Germania Ovest.

## Storia
L'album raccoglie alcune tracce del gruppo di genere rock and roll. Alla sua uscita in Inghilterra, i giornali supposero che potesse essere un album commemorativo del ventennale dell'incontro fra John Lennon e Paul McCartney. L'incontro, però, è avvenuto in realtà nel mese di luglio del 1957.
Il titolo, Rock 'n' Roll Music, riprende la canzone omonima di Chuck Berry, della quale i Beatles inseriscono una cover nel lato 2 del disco. L'album contiene infatti numerose cover di canzoni scritte dai principali cantanti rock degli anni cinquanta, fra i quali Chuck Berry, Little Richard e Larry Williams, e da alcuni brani composti da Lennon e McCartney, come Drive My Car Revolution e Get Back. Rock 'n' Roll Music è il primo album dei Beatles che contiene I'm Down, precedentemente pubblicata solo come lato B del 45 giri Help!.

## Tracce
- Tutti i brani sono accreditati a John Lennon e Paul McCartney, eccetto dove indicato.

### Disco 1
Lato A
1. Twist and Shout (Medley, Russell)
2. I Saw Her Standing There
3. You Can't Do That
4. I Wanna Be Your Man
5. I Call Your Name
6. Boys (Dixon, Farrell)
7. Long Tall Sally (Johnson, Penniman, Blackwell)

Lato B
1. Rock and Roll Music (Berry)
2. Slow Down (Williams)
3. Medley: Kansas City/Hey, Hey, Hey, Hey! (Leiber, Stoller/Penniman)
4. Money (That's What I Want) (Bradford, Gordy)
5. Bad Boy (Williams)
6. Matchbox (Perkins)
7. Roll Over Beethoven (Berry)

### Disco 2
Lato A
1. Dizzy Miss Lizzy (Williams)
2. Any Time at All
3. Drive My Car
4. Everybody's Trying to Be My Baby (Perkins)
5. The Night Before
6. I'm Down
7. Revolution

Lato B
1. Back in the U.S.S.R.
2. Helter Skelter
3. Taxman (Harrison)
4. Got to Get You into My Life
5. Hey Bulldog
6. Birthday
7. Get Back (versione album)

## Formazione
The Beatles
- George Harrison - chitarra solista, voce, armonie vocali, cori, chitarre
- John Lennon - voce, chitarra ritmica, chitarra acustica, armonie vocali, cori; chitarra solista in Get Back
- Paul McCartney - voce, basso, pianoforte, armonie vocali, cori; chitarra solista in Taxman, batteria in Back in the U.S.S.R.
- Ringo Starr - batteria, percussioni; voce in I Wanna Be Your Man e Matchbox

Crediti
- George Martin - produttore